# 华桦传媒
华桦传媒是中国上海的一家娱乐集团，公司业务包括电影的投资、引进、宣发。

## 历史
华桦传媒成立于2014年。
2017年，华桦传媒与上海电影集团决定共同向派拉蒙公司投资25亿美元，但因中国外资管制政策于当年末取消。
2018年，华桦传媒成立上海华桦科技有限责任公司，新公司专注于全景画影视内容制作与设备制造。

## 出品电影
- 《碟中谍5：神秘国度》（2015）
- 《神隱任務：永不回頭》（2016）